# Nevicava sangue
Nevicava sangue è un romanzo storico di Eraldo Baldini del 2013.

## Trama
Nel 1811, Francesco Mambelli è un giovane vedovo ventiseienne che vive in un casolare presso Ravenna con la figlia Lucia, di sei anni, e la madre Anna, e che lavora come mandriano per il ricco possidente Morri. Un giorno scopre che alcuni dei cavalli del padrone sono spariti, probabilmente razziati da briganti, e si mette sulle loro tracce, col risultato di azzoppare il suo cavallo. I briganti, tra i quali riconosce suo cugino Giuseppe, lo portano bendato nel loro covo, gli spiegano che hanno prelevato i cavalli come pegno per un debito non saldato, quindi lo lasciano andare. Mori mette in conto a Francesco il valore del cavallo e per punizione lo mette a fare il bracciante, con grande scorno del giovane. Un'altra cosa che non gli aggrada è l'ordine del padrone di spostare di nascosto le pietre confinarie per aggiungere ai propri possedimenti delle terre demaniali da poco bonificate, cosa ritenuta dai contadini un peccato gravissimo.
Il figlio di Mori viene poi richiamato sotto le armi (si sta preparando la Campagna di Russia di Napoleone) e il possidente propone a Francesco di prendere il suo posto: se accetterà, riavrà il suo lavoro coi cavalli e al ritorno otterrà denaro e un appezzamento da coltivare a canapa, se rifiuterà la sua famiglia sarà sbattuta fuori di casa all'istante. Mambelli non può fare altro che accettare.
Nel maggio 1812 Francesco è a Verona, dove si riunisce il contingente del Regno d'Italia. Egli è destinato all'artiglieria, e si affeziona ad un cavallo, che chiama Berto, impiegato per il traino dei cannoni. Durante l'avanzata ritrova Tonio, un suo amico anche lui alle dipendenze di Morri. 
In una perlustrazione di un villaggio abbandonato da quasi tutti i suoi abitanti, una bambina apostrofa Francesco col nome di Baba Jaga; il tenente Bassi, con cui Mambelli è in confidenza, gli spiega che si tratta di una strega del folclore russo, e il pensiero gli corre alle fiabe che raccontava a sua figlia, in particolare a quella in cui una strega cattiva provocava una nevicata di sangue.
A Mosca Francesco e Tonio sono spettatori del grande incendio. Durante la ritirata assistono ad atrocità di ogni tipo e in una taverna, dove si sono fermati a mangiare con altri soldati italiani, cadono in un'imboscata. Benché feriti (Tonio in modo gravissimo), riescono a sopravvivere. Francesco rimane volontariamente indietro con Berto e viene raccolto e curato da un anziano pastore russo che ha anch'egli un figlio sotto le armi, pur se dalla parte avversa. Riesce poi a ricongiungersi al suo reparto e a passare la Beresina. In un ospedale militare allestito a Vilna rincontra Tonio moribondo, che chiede all'amico di dargli il colpo di grazia, al quale Francesco non può rifiutarsi.
A maggio del 1813 Francesco è congedato e parte dalla caserma di soppiatto per portare con sé Berto, proprietà militare. Intende così salvarlo dalla macellazione, con la speranza d'iniziare grazie al cavallo un'attività di carrettiere. Quando arriva alla sua casa, la trova occupata da un'altra famiglia. Anna è morta e Lucia si è ridotta a vivere nella stalla. Morri non si è preso cura di loro come aveva promesso e, quando Francesco lo esorta a rispettare i patti, dice davanti agli altri salariati che fu proprio lui a voler partire per "vedere il mondo". Come se non bastasse, Morri intende appropriarsi anche di Berto a saldo del vecchio debito; Francesco allora trafigge il padrone con la sciabola che aveva portato dalla Russia come trofeo di guerra, senza che nessuno degli astanti intervenga. Dopo una tale azione, non può fare altro che unirsi ai briganti portando con sé Lucia.

## Edizioni
- Eraldo Baldini, Nevicava sangue, Stile Libero. Big, Torino, Einaudi, 2013,  p. 252, ISBN 978-88-06-21466-1.